# Maithripala Sirisena
Maithripala Sirisena (singalesiska: මෛත්‍රිපාල සිරිසේන, tamil: மைத்திரிபால சிறிசேன), född 3 september 1951 i Yagoda, är en srilankesisk politiker som sedan 2015 till 2019 var Sri Lankas president. Han hade tidigare bland annat varit hälsominister och vattenminister.